# 古代ギリシア
- ギリシア
- ギリシヤ
- ギリシャ

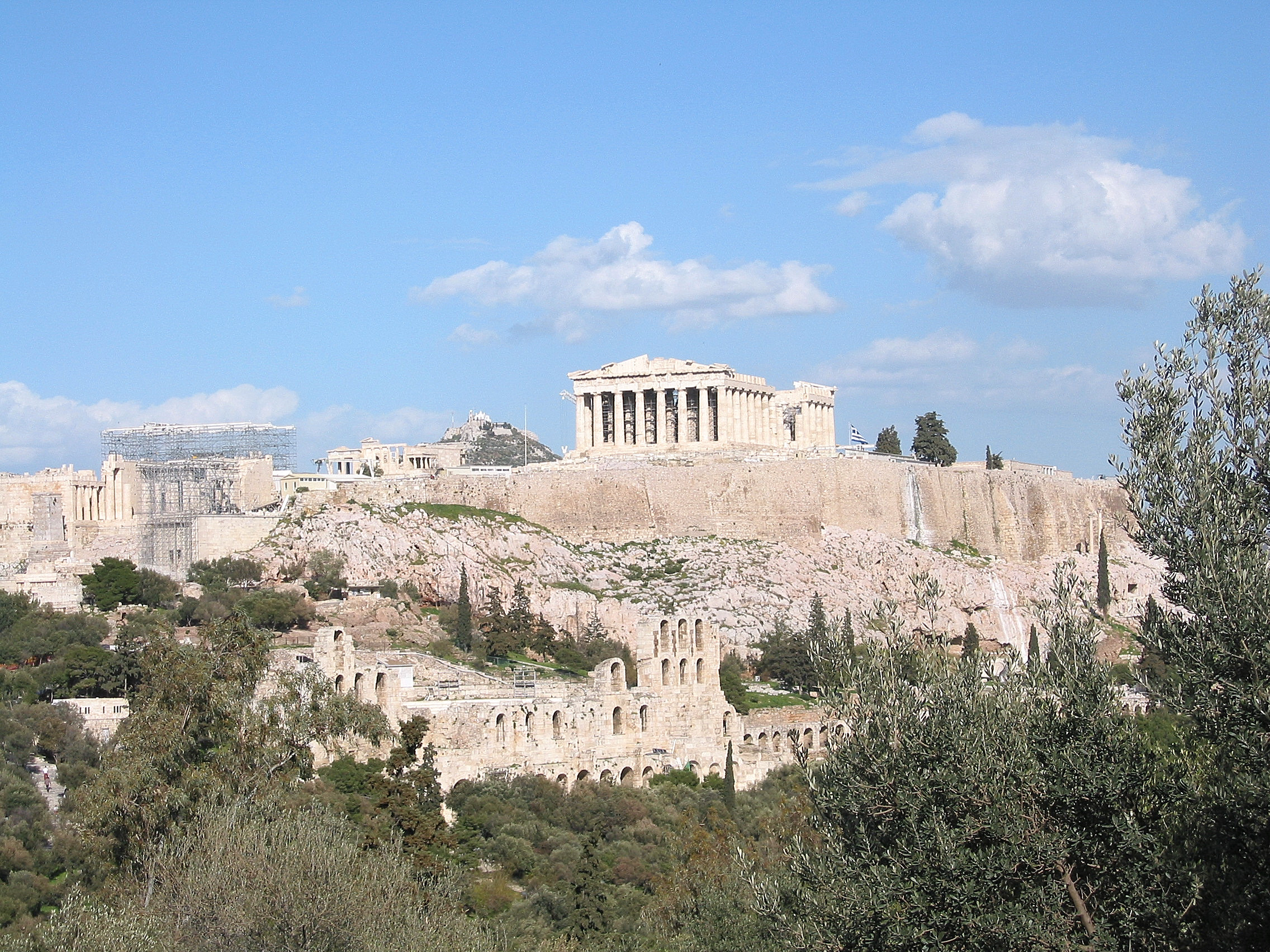
古代ギリシァの象徴、アテナイのアクロポリス

古代ギリシア（こだいギリシア、ギリシア語: Αρχαία Ελλάδα、ラテン語: Graecia antiqua、英語: Ancient Greece）では、太古から古代ローマに占領される時代以前までの古代ギリシアを扱う。ギリシャ文明ともいう。

## 石器時代

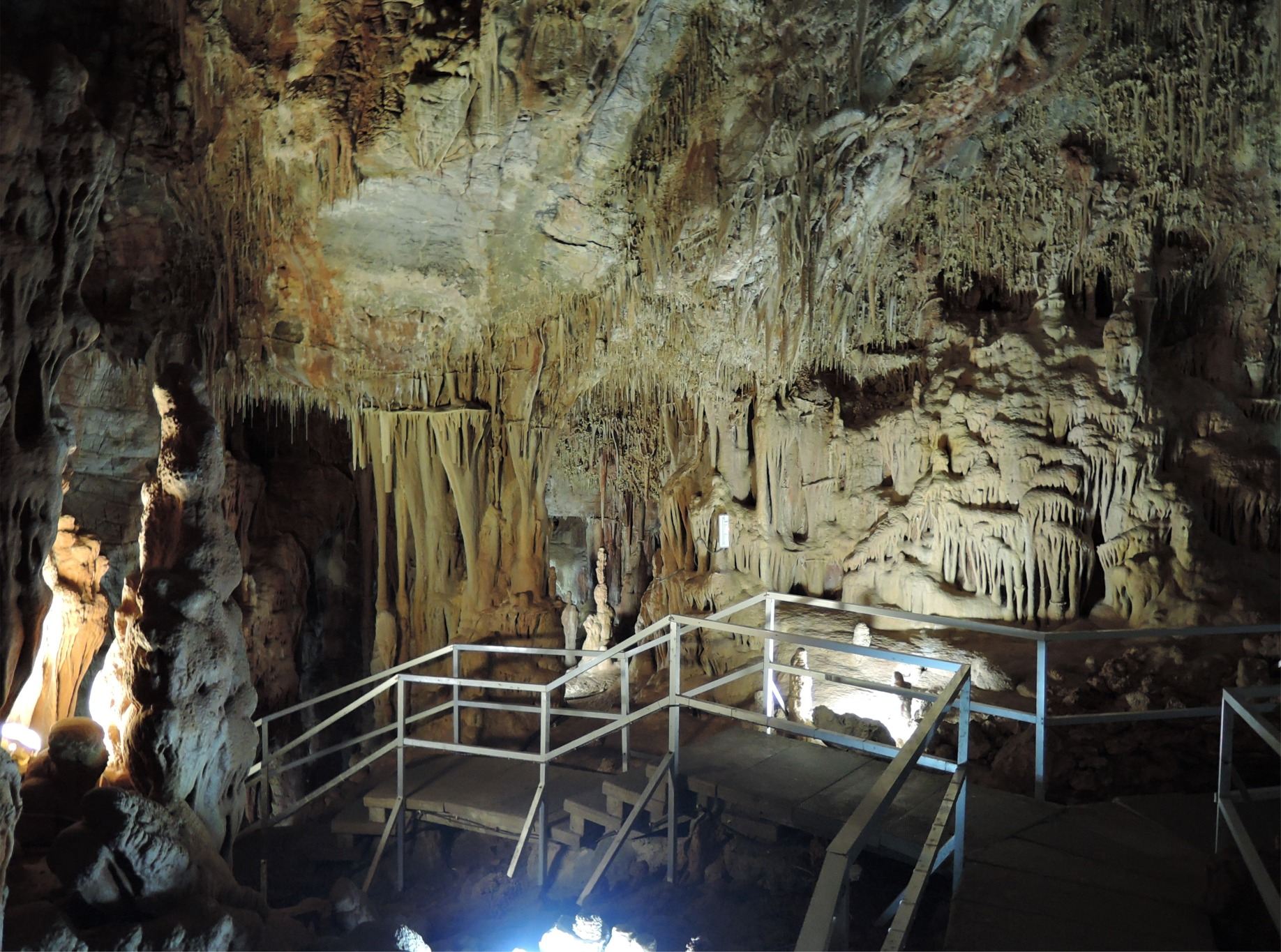
ペトラロナ洞窟

ギリシアにおいて発見された最古の人類はハルキディキ半島（ギリシア語: Χαλκιδική χερσόνησος）ペトラロナで発見されたペトラロナ人で、彼等はホモ・エレクトゥスとネアンデルタール人の形質の特徴を持ち合わせており、およそ20万年から40万年前までにさかのぼると考えられている。彼らが活動したこの時代がギリシアにおける前期旧石器時代と推測され、ギリシアにおいて人類の活動が始まったのはこの時代とほぼ考えられている。また、15万年前になると、生活の痕跡が増加し、この時代が中期旧石器時代と考えられている。

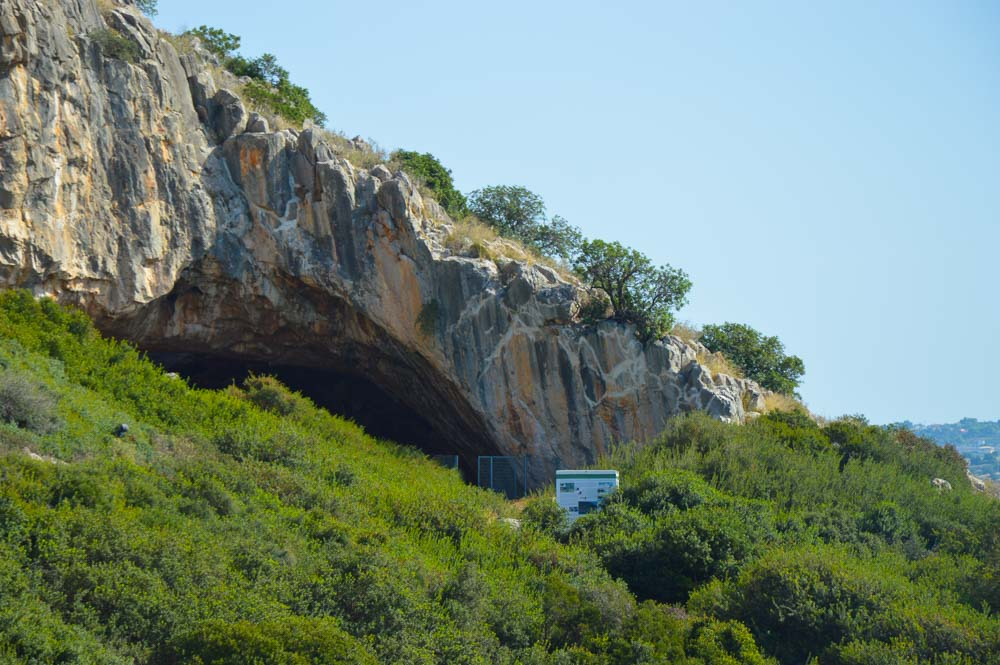
フランクティ洞窟

その後、およそ6万年前の中期旧石器時代になると化石人類に代わって、旧人の活動が確認される。環東地中海世界によくみられるムスティエ文化の特徴が見られ、イピルス、テッサリア、エリス、アルゴリス、クレタ島などで剥片が発見されており、特にアルゴリスにあるフランクティ洞窟ではルヴァロア技法の剥片が発見されている。5万年ほど前に至ると最終氷期に突入、海面は下降し、この時代に新人の時代に移った。その後、3万年前になると後期旧石器時代に入る。この時代は海面の上昇により痕跡物の数は多くないが、フランクティ洞窟やセオペトラ洞窟などで狩猟採集民による活動を示唆する文化層の堆積が見られる。また、この時代、狩猟の方法も組織的なものへ変化し、さらには石器の加工技術も進み、洞窟絵画や女性彫像もこの時代に見られる。
中石器時代に至ると、温暖化が進んで海岸線も上昇した。それまでの狩猟生活から蓄える生活への転換が見られ、フランクティ洞窟でも黒曜石や魚の骨が発見され、また、スポラデス諸島のユウラ島のキクロパス洞窟でも魚の骨や釣り針などが発見されており、これらの遺物から当時ギリシアに住まう人々が海洋へ積極的に進出していることが想像され、この時代がギリシアにおける重要な岐路であったと考えられている。
| 分類 | 年代          |
| ---- | ------------- |
| 初期 | 前7000‐前5800 |
| 中期 | 前5800‐前5300 |
| 後期 | 前5300‐前4500 |
| 末期 | 前4500‐前3200 |

前7000年になるとギリシアは新石器時代に入り、この時代は土器の様式や放射性炭素年代測定法による測定により、初期、中期、後期、末期の四段階に区分されている。この新石器時代は過去には無土器時代があり、農耕も自主的に発生したとする説が唱えられたが、この説は1980年代に疑義が呈され、ギリシアの新石器時代は土器などの文化を含めて西アジアより伝播したと考えられる。この時代に至ると、大麦、小麦（アインコルン、エンマーコムギ）を基本穀物としてレンズ豆などが栽培されるようになり、さらには山羊、羊、豚、牛、犬などの家畜も扱われるようになった。この時代のギリシアは初期農耕文化の広がる北バルカン半島北方の内陸部と密接な関係を持ち、豊富な水と肥沃な土壌が存在する地域であるギリシア北方が先進地域で、テッサリアやマケドニアの平野が初期農耕が行われ、ギリシア南部ではさほど集落の数も見られない。そして、キクラデス諸島へ新石器文化がこの後、導入されてゆくが、これはそれまでの二条大麦から六条大麦への転換から行われたことが想像されている。

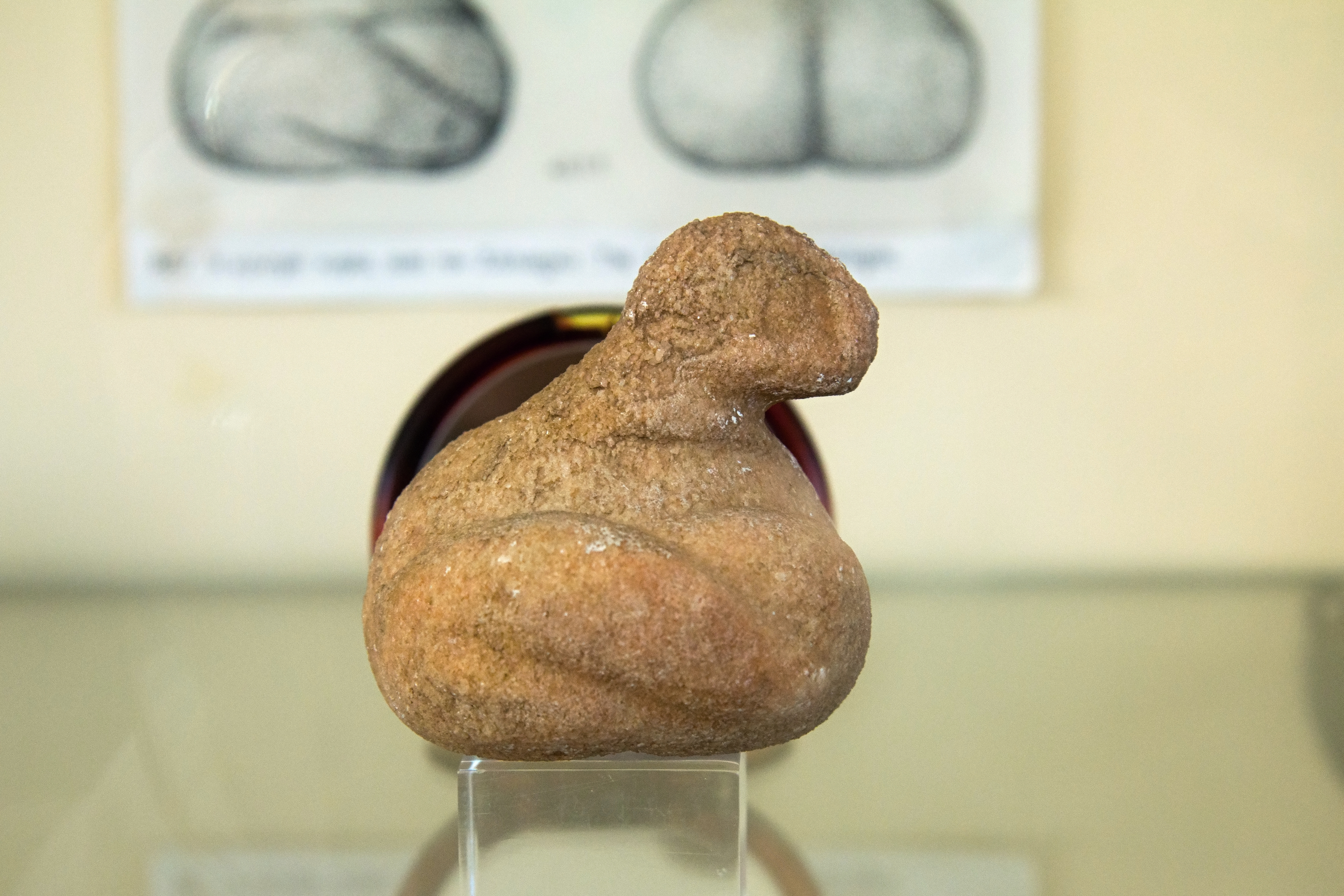
サリアゴスの豊満な女性

初期新石器時代に入ると、土器に様々なスリップ（釉）が施されたものが見られる。初期新石器時代には碗の形をしていたものが多いが、中石器時代に至ると様々な形が現れ、地域による違いも見られるようになってゆく。特にセスクロ文化（テッサリアの中期新石器時代の文化）では白色の器面に赤でジグザグ文様を描いたものや「新石器ウアフィルニス」と呼ばれる独特の光沢を持つ淡褐色の地に簡素なパターンを描いたものが同時期のペロポネソス半島に存在しており、この時代の製陶技術が高い水準にあったことが示されている。また、土偶も多く発見されており、エーゲ海では「サリアゴスの豊満な女性」と呼ばれる大理石のものも作成されている。
後期新石器時代の代表的遺跡であるディミニのアクロポリスではその後訪れるミケーネ時代を先取りした独特の構造を構成しており、周壁が築かれ、これはメガロン形式の先取りと考えられている。また、オッザキ、アルギッサ、アラピなどでは濠の存在も確認されており、後期新石器時代から末期石器時代に登場した銅製の武器の存在から、集落間での戦いが行われていたことが想像される。なお、この冶金術はブルガリア方面から伝わったと考えられており、そのほか、エーゲ海産の貝を利用したブレスレットがポーランドで発見されていることから、この時代の交易の広さが想像される。
しかし末期新石器時代に至ると、マグーラを活用せず再び洞窟への回帰が見られる。ディロスのアレポトリュパ洞窟やナクソス島のザス洞窟などでは後期新石器時代の銅製短剣も見つかっており、このことが想像される。そのため、初期青銅器時代への発展が単純には考えられないが、上記遺跡の文化から後期新石器時代と初期青銅器時代との関係もあるため、今後の調査、研究が進められることが望まれている。

## 青銅器時代
| 古代ギリシャに繁栄をもたらしたオリーブとワイン |  | 古代ギリシャに繁栄をもたらしたオリーブとワイン |
| 古代ギリシャに繁栄をもたらしたオリーブとワイン |  |                                                |

ギリシアでの青銅器時代は前3200年から3000年頃に始まったと考えられている。後期新石器時代に登場した青銅器は初期青銅器時代では一般的な遺物として発見されていないが、新石器時代に中心を成してきたギリシア北部からギリシア南部へと文化の中心が移動している。これは「地中海の三大作物」のオリーブとブドウの栽培が要因と考えられ、これらの作物はギリシア南部における丘陵地帯での栽培に適していた。これらの作物から取れるオリーブオイルとブドウ酒は交易品として高い価値を持っており、ギリシアがその後地中海の様々な地域と交易を結ぶための重要な資源となった。そして、この農業が確立したのが初期青銅器時代と想像されており、それまでの「たくわえる戦略」から「交換する戦略」への転換が見られる。
初期青銅器時代はギリシア本土、クレタ島、キクラデス諸島の各地域での三時期区分による編年が確立されており、この時代に「ギリシアらしさ」がそれまでの時代より明確に表れて来る。特にキクラデス諸島のナクソス島やパロス島、シロス島などを中心に初期青銅器時代の痕跡が見つかっており、石積みの単葬墓がグループを成しており、初期のグロッタ・ペロス文化時代には羽状刻文の刻まれたピュクシスやヴァイオリン形の石偶なども含まれこれがさらにケロス・シロス文化に進化すると、渦巻文のある「フライパン」や彩文土器なども存在する。特に石偶は新石器時代のものとは異なり両手を前で組んだポーズを取って居るものが多く見られる。

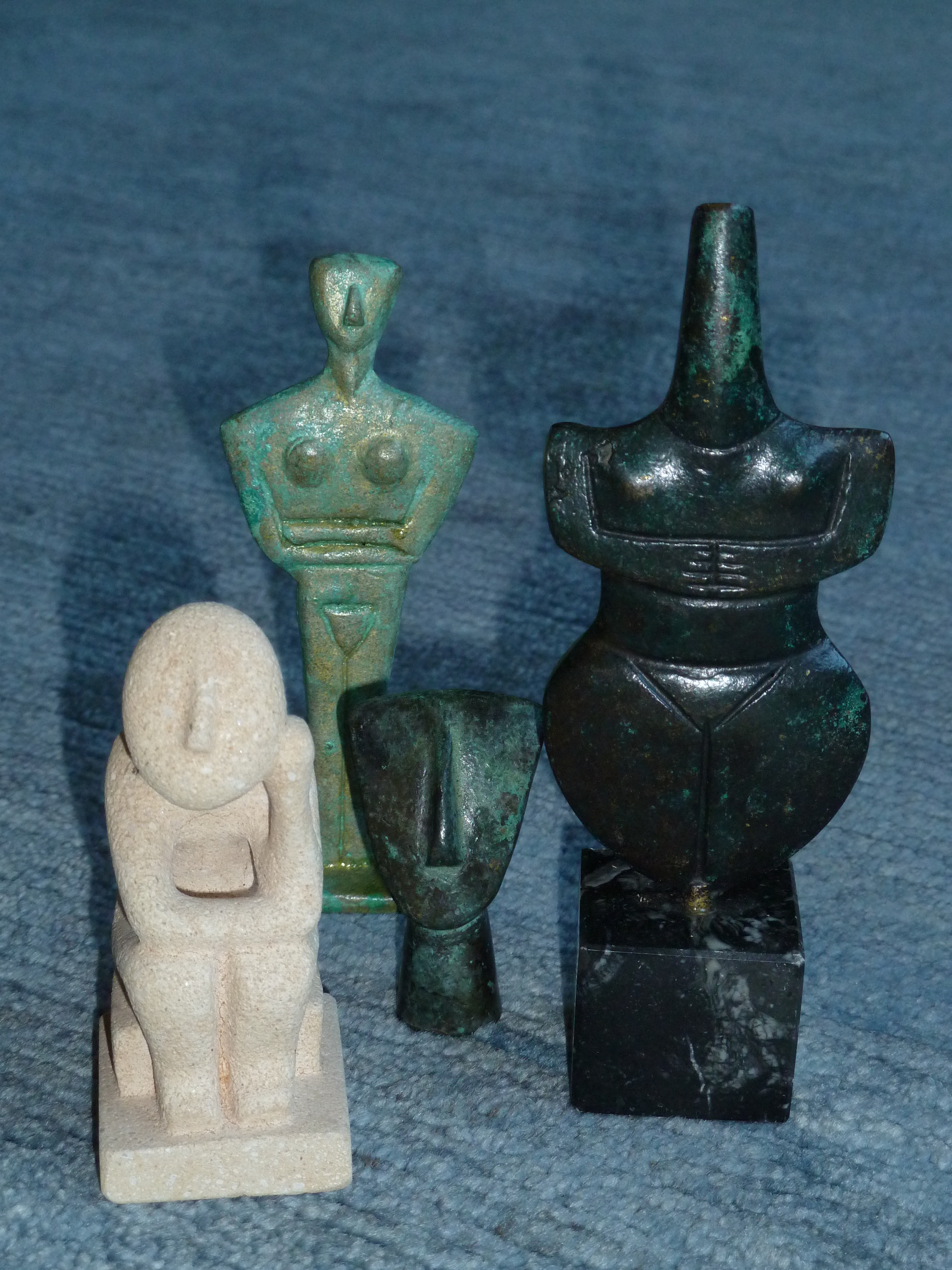
キクラデス諸島で発見された石偶

ギリシア本土では初期ヘラディック文化IIが始まり、レルナの「瓦屋根の館」などを規格化された建物も生まれ、ソースボートやアスコスのような独特の形態を持つ土器も現れる。そして「瓦屋根の館」などの建築物で発掘により、これらの建築物を中心とした再分配システムを含んだ首長制社会がこの時代に生まれつつあったことが想像されている。一方で、ケロス島、パロス島、ナクソス島などエーゲ海中央部ではケロス=シロス・グループという文化が存在していたと考えられ、多数の墓地が発見され、大理石石偶も発見されている。また、カストリ・グループと呼ばれるアナトリアに関係する文化も現れている。なお、この時代にギリシア本土とエーゲ海の島々では文化交流があったとみられるが、同じように青銅器文化が始まっていたクレタ島はこれらとの文化交流はなく、単独での進化を進めていたと考えられ、初期青銅器時代の後期にギリシア本土とエーゲ海に発生した破壊の波をクレタ島は逃れている。
中期青銅器時代に入ると、初期青銅器時代に発生した破壊の波を受けたギリシア本土及びエーゲ海の島々とクレタ島とでははっきりと違いが現れる。すなわち、ギリシア本土では文化的後退を示し、集落にも大規模な建築物は存在せず、また、初期青銅器末期に作成されたミニュアス土器や灰色磨研土器、中期青銅器時代に作成された鈍彩土器はそれ以前の時代、およびその後の時代と比べても創意工夫に貧弱である。そしてエーゲ海の島々ではそれまで独自に文化を進めていたが、この時代にクレタ島の文化圏に呑み込まれてゆく。

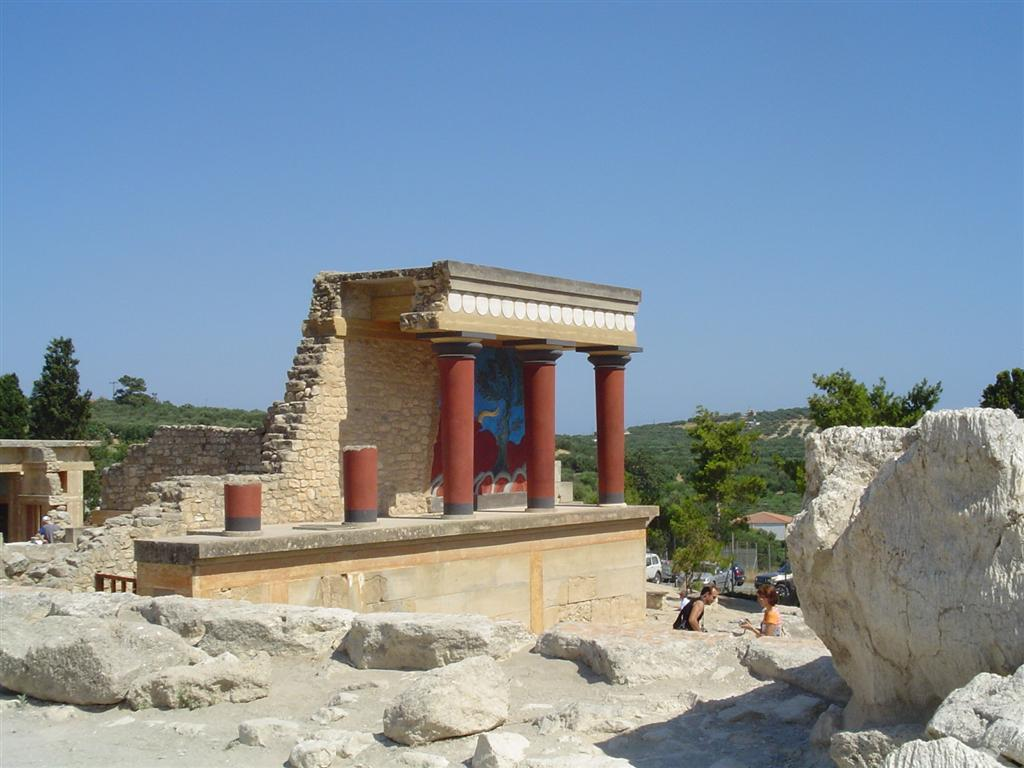
クレタ島のクノッソス宮殿

一方でクレタ島ではミノア文明が栄え始めた。ギリシア本土でも宮殿は初期青銅器時代に建築されていたが、クレタ島での宮殿はそれとは比べようもないほど巨大なものが作成される。また、カマレス土器のようなギリシア本土のものとは比べようのない土器が作成され、数々の工芸品も生産され、ミノア文明はこの時代に繁栄を迎えるが、中期青銅器時代の後期に地震による被害を受けたと想像されているが、この時、損傷した宮殿は以前よりも規模を拡大して再建されている。この地震以前の宮殿を古宮殿、地震後を新宮殿を呼んでいる。
このように中期青銅器時代には低迷を極めたギリシア本土であるが、後期青銅器時代に入った前1650年ごろ、ペロポネソス半島のミケーネに新たな文化が生まれる。これがいわゆるミケーネ文明で、その文化はペロポネソス半島にとどまらずギリシア中部にまで広がりを見せて行く。それに対してクレタ島におけるミノア文明は独自の発展を続けて、繁栄を極めていたが突如としてそれは終焉を迎える。これにはミケーネ文明の侵略が想定されており、ミケーネ文明はその後、エーゲ海、シチリア島、キプロス島へと広がりを見せて行く。そして線文字Bも使われ、ミケーネ文明は発展を続けてゆくかに見えたが、ここで突如として前1200年のカタストロフに襲われ、突如終焉を迎える。が、ミケーネ文明はすぐに死に絶えたわけではなく、その後の200年ほどその文化要素が残ったと考えられている。

## 鉄器時代
前1200年のカタストロフの襲来でミケーネにおいて文明は崩壊し、その後ポリスが成立するまでの時代は文字資料もなく、また海外との交渉も低調で、さらには考古学的証拠も乏しいため、俗に「暗黒時代」と呼ばれる。しかし、ギリシアで文化がすべて死に絶えたわけではなく、ミケーネ土器を基にして進化した幾何学文様土器が作成され、前900年から前700年を俗に「幾何学文様期」と呼ぶ。そのほか、後に重要な地位を占めるアテネなどのポリスも元を辿るとミケーネ時代にその端を発したものがあり、ミケーネ時代から暗黒時代を経ていることも注目されている。
前8世紀になるとギリシア各地に都市国家であるポリスが徐々に生まれて行く。ミケーネ時代の叙事詩であるホメロスの作品が流行し、これはギリシア人の民族意識と倫理規範のよりどころとなった。これらの作品はフェニキア人との接触によってアルファベットが成立したことが重要要因であるが、それ以上にそのアルファベットの起源となったフェニキア文字をもたらしたフェニキア人との接触が重要な意味を持っていた。すなわち、ギリシア人としてのアイデンティティを構築したことである。このホメロスの叙事詩はギリシア人らが自らの民族的同一性を再確認することを支えたと考えられ、アルファベットの成立を商業的理由よりもホメロスの叙事詩を文字であらわすことであったとする説も存在する。このホメロスの叙事詩はギリシア人らの聖典となり、行動規範の元となった。そして、この叙事詩の流行と英雄祭祀が同時に流行したことでギリシア人らが祖先の偉業をたたえるようになって行った。
この様々な進化を遂げた前8世紀をルネサンスの時代と呼ぶことがあるが、これは近世のルネサンスと同じように「過去」の文化を文字通り「再生」したことを意味している。それまで経済的な利用をしていた線文字Bからアルファベットへ、支配者の君臨する宮殿から神々の神殿へ、都市もメガロンのような城塞ではなく広場（アゴラ）を中心としたものへとの進化を遂げ、その後のポリスの時代へとつながってゆく。
古代ギリシアにおいてはエウボイア島においていち早くポリスが形成された。エウボイアでは東方と交易をおこなっていたことがエウボイア産の土器の出土で判明しているが、その経済活動がカルキスとエレトリアというポリスの成立を産み、両ポリスがレラントス平野で周辺諸ポリスを巻き込んだレラントス戦争はギリシアにおける最初の国際的な陸戦であったと想像されている。また、サロニア島のポリスでも商業活動を積極に行うことで繁栄し、ソストラトスという商人がヘラクレスの柱（ジブラルタル海峡）にまで到達するまでの交易をおこなっており、さらには古代ギリシアにおいてはじめて貨幣を発行したのも同島のアイギナであった。
さらにキクラデス諸島においてはイオニア人がケオス、シフノス、パロス、ナクソス、ミュコノス、テノスへ移住、ドーリス人はメロス、シキノス、テラへ移住した。そのなかでもデロス島のアポロン神殿はナクソスの影響下のもとにあった。そのナクソスは一時期、アテネの介入によりリュグダミスによる僭主政が行われるが、僭主政が終るとナクソスはキクラデス諸島における強国となってゆく。

### 前古典期
| 左、黒像様式陶器。右、赤像様式陶器 |  | 左、黒像様式陶器。右、赤像様式陶器 |
| 左、黒像様式陶器。右、赤像様式陶器 |  |                                    |

前8世紀以降、神殿を中心とした大規模な建築物が再び建設されるようになり、いわゆるポリス（都市国家）が形成されてゆく。そしてそのポリスを中心にして、地中海や黒海へ植民を行ったことからこの時代を植民時代と呼ぶこともある。この植民活動はポリスにおける党派争いから破れた人々が行ったことなどもあり、まだまだ揺籃期にあったポリスにおいて混乱を避けるための安全弁的な意味もあった。また、有力な市民が独裁者となる僭主政なども発生し、これの代表者としてはコリントスのキュプセロスやアテナイのペイシストラトスなどが挙げられる。
また、この時代は植民活動の始まった時代でもあった。植民活動の初期は金属資源を求めるなど交易を求めての活動であったが、徐々に各地にポリスを形成して行きシチリア、南イタリア、アフリカ北岸、黒海沿岸などへ植民市を形成して行った。この植民活動によりギリシア人は地中海全域に渡り交易活動を活発に行うようになり、各地にそれぞれのポリスを築いてゆき、それぞれの活動を行うが、文化面では共通のものを育んでいった。それは共通の神々を崇め、そしてホメロスの叙事詩を愛することでギリシア人であることをアイデンティティとして形成していたからであった。このアイデンティティはヘシオドス作の『仕事と日』や『神統記』にてギリシア人精神の覚醒が描かれ、さらにアルキロコス、サッフォー、テオグニス、ピンダロス、ピュタゴラスやクセノファネス、タレース、などが活躍した。さらにオリエントの影響を受けていた美術では厳格様式と呼ばれる様式が確立し、アテナイでは黒像様式や赤像式と呼ばれる陶器の生産も始まった。また、この植民活動の盛んな時代、都市国家の建設があると法律の成文化が進められるようになった。このように文化的にも政治的にもギリシアが大いに発展した時代でもあった。

### 古典期

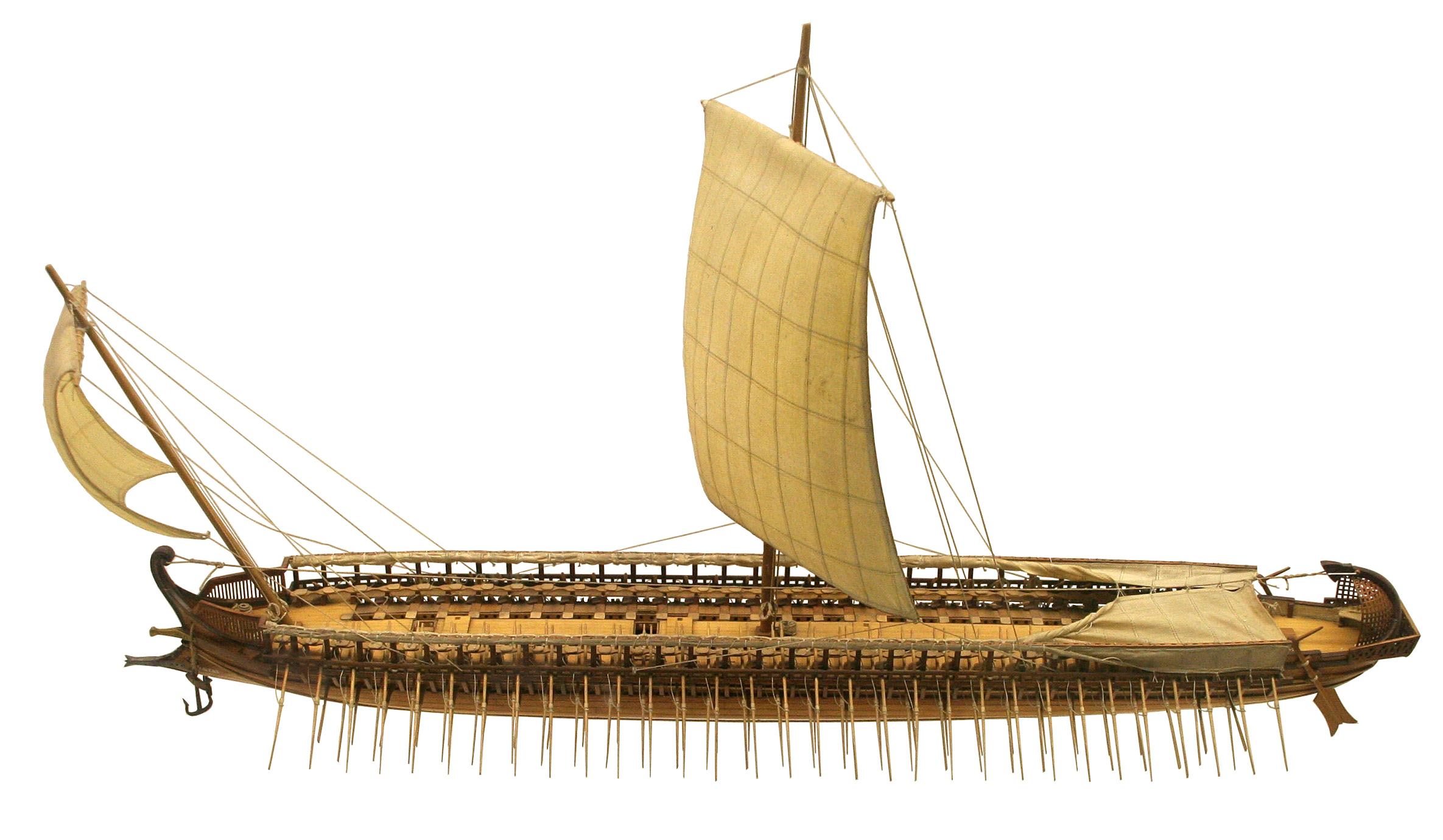
古代ギリシアの三段櫂船（紀元前5世紀）

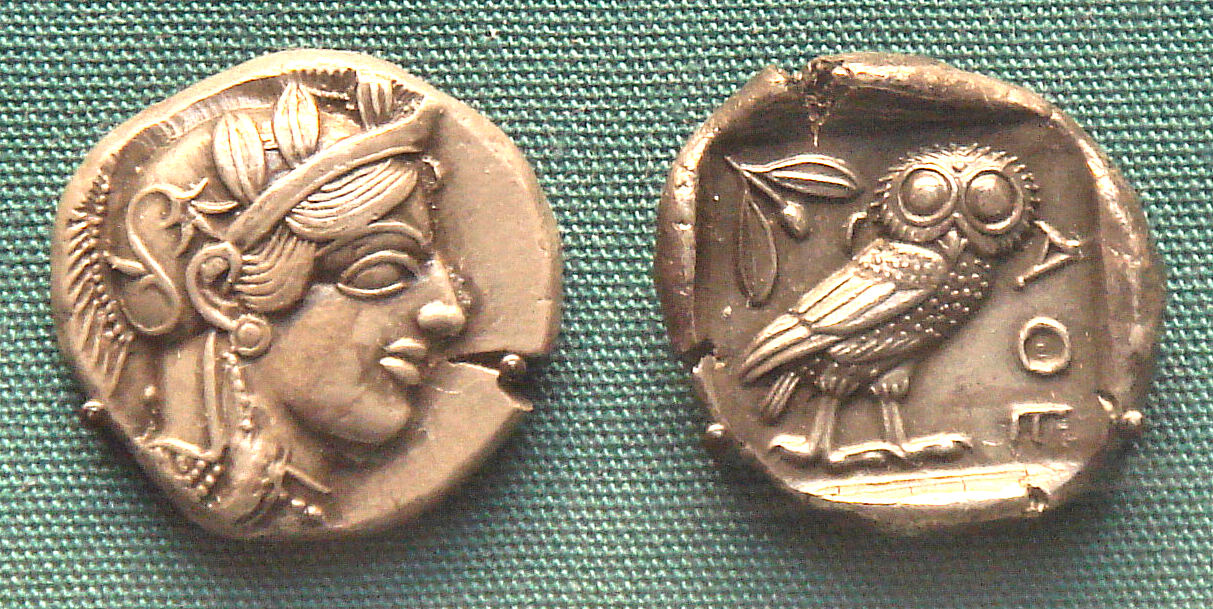
古代アテナイのテトラドラクマ銀貨（紀元前5世紀）

古典期に入るとアテネがこの時代の代表的な舞台となる。紀元前508年、クレイステネスがアテネにおいて民主制の基盤を整えて以降、アテネはアケメネス朝ペルシアの二度の侵攻、いわゆるペルシア戦争に勝利することでその名声を高めて行く。そしてアテネはデロス同盟を結び、その盟主となるとエーゲ海を支配して行き、さらに民主化が進んで行き、この時代にアテネは全盛期を迎える。しかし紀元前431年に勃発したペロポネソス戦争が長期化し、紀元前403年にスパルタに破れたことでアテネは凋落し、その後、スパルタ、テーバイとその主導権は移ってゆくが、北方のマケドニア王国の勃興によりポリスは徐々にその支配を受けて行くことになる。
この古典期は後世のヨーロッパ人に影響を与え、ルネサンス時代にはこの古典期に魅了され、そのすぐれた美術品や人間中心の考え方を「模範」として見出し、この時代を「古典期」とした。そしてこの時代、ギリシア人としての出現とともに西洋文明が始まったとされ、ギリシア人が作り出した無数の価値観がそのまま後世に持ち込まれてゆき西洋文明の中核をなすものとなっていった。

### ヘレニズム時代

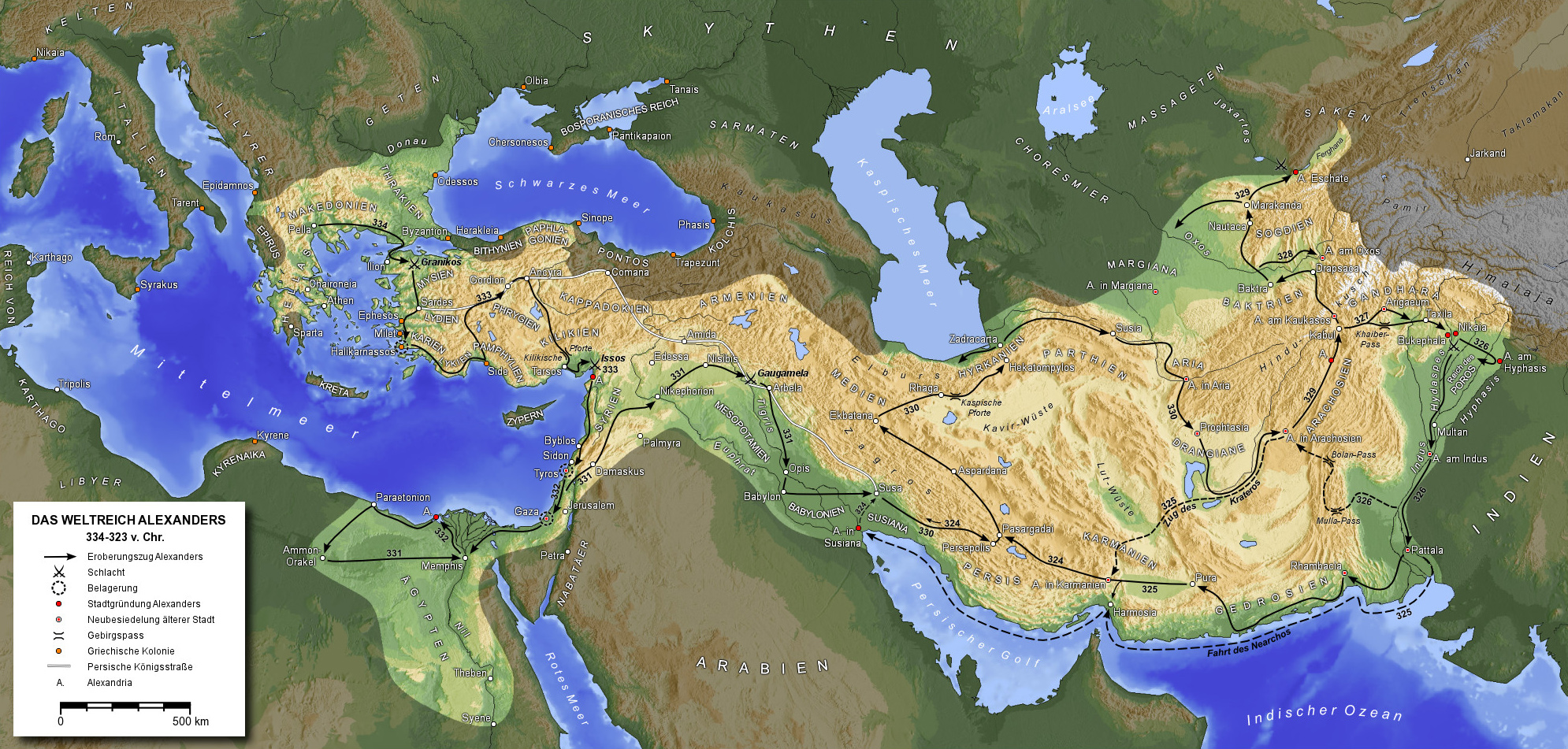
アレクサンドロス3世時のマケドニア王国の最大版図

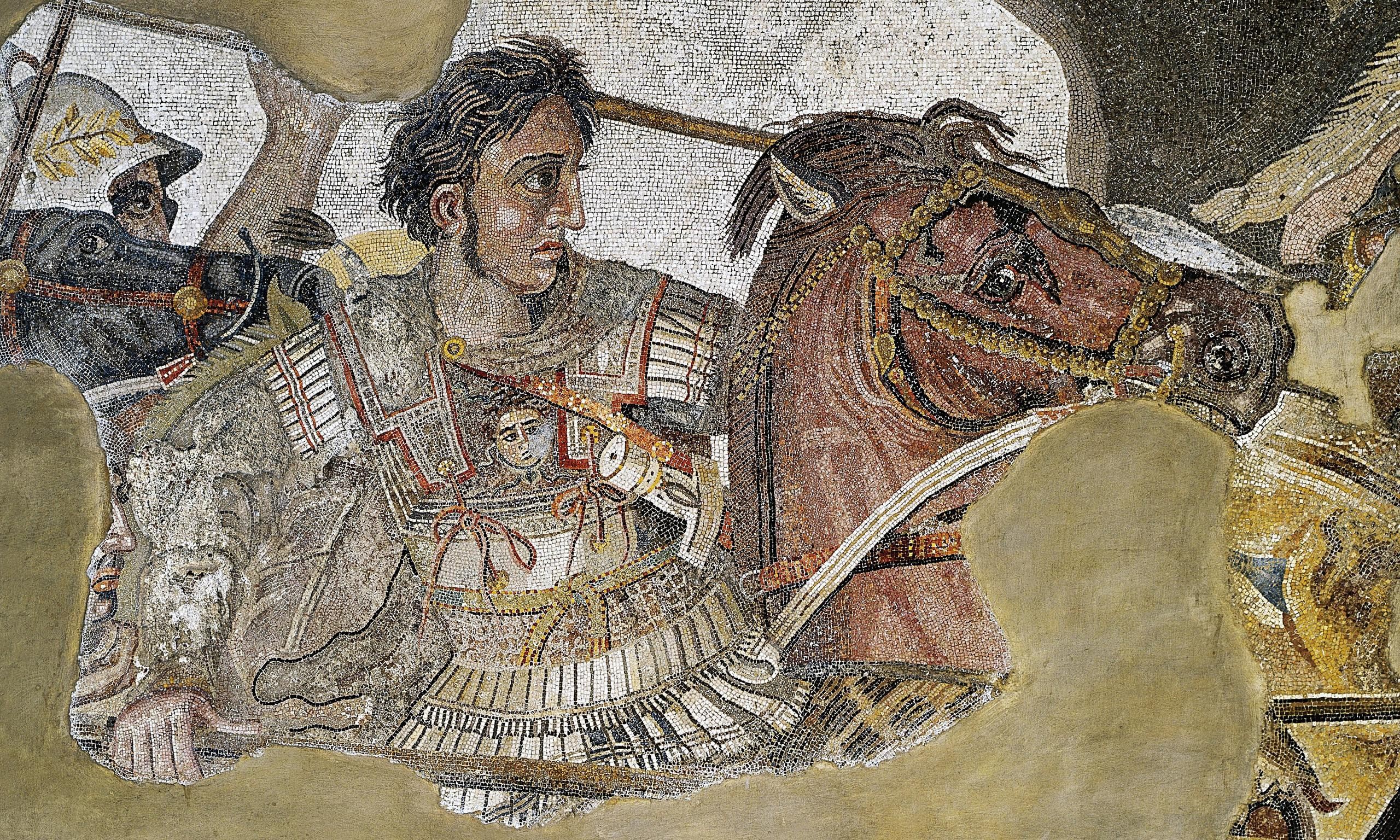
アレクサンドロス3世。愛馬ブケパロスに騎乗したアレクサンドロス（拡大図）

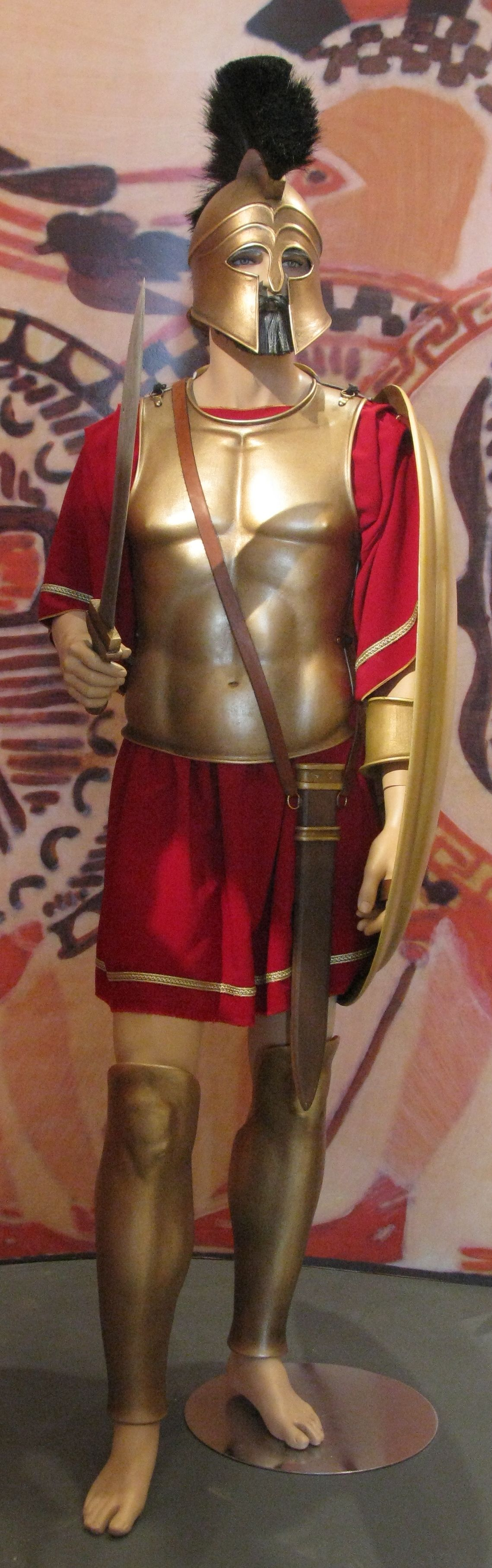
重装歩兵（アテネの戦士）

紀元前4世紀前半、スパルタ、テーバイ、アテネらは勢力争いを繰り広げたがどのポリスも覇権を唱えることができず、さらにはその力を失墜させて行った。その中、北方で力を蓄えていたマケドニア王国のピリッポス2世がギリシア本土へ勢力を伸ばしてゆく。特に第三次神聖戦争では隣保同盟の主導権を手中に収め、その後もアテネ・テーバイ連合軍をカイロネイアにおいて撃破、ギリシア征服を成し遂げた。ピリッポス2世はコリントス同盟（ヘラス同盟）を結びその盟主となってペルシア遠征を決めたが、前336年暗殺された。その後を継いだのが大王アレクサンドロス3世である。
ギリシアの覇者マケドニア王国の王となったアレクサンドロスはトリバッロイ人の反乱、イリュリア人の大蜂起、テーバイの反乱などを速やかに鎮圧し、コリントス同盟の会議を招集、父王フィリッポスの意志を次いでペルシア遠征を行うことを決定した。前334年春、アレクサンドロスはギリシアを出発、大遠征を開始した。前331年ペルシアを崩壊させるとそのまま東進、バクトリア、ソグディアナを越え、インドまで到達し、インダス川を越えたところで兵士たちの拒絶により帰還を開始したが、前323年、アレクサンドロスは熱病のため死去したが、彼の構築した大帝国はその後300年に及ぶヘレニズム時代の始まりを告げるものであった
アレクサンドロスの死後、王位をめぐっての争いが発生し、遺児アレクサンドロス4世とアッリダイオスが共同統治することが決定されたが、「ディアドコイ（後継者）」と呼ばれる有力者、ペルディッカス、アンティゴノス、プトレマイオス、リュシマコス、セレウコス、エウメネスらの間で互いに勢力を広げるための争いが生じ、ディアドコイ戦争が勃発した。その中、前310年にアレクサンドロス4世が暗殺され王家の血筋が断絶すると、勢力争いで生き残ったディアドコイらは王を名乗り、さらに争った。前301年、イプソスの戦いが起ると、プトレマイオス、セレウコス、リュシマコス、カッサンドロスらにより帝国は分断され、プトレマイオス朝エジプト、セレウコス朝シリア、リュシマコス朝、カッサンドロス朝がそれぞれ成立した。

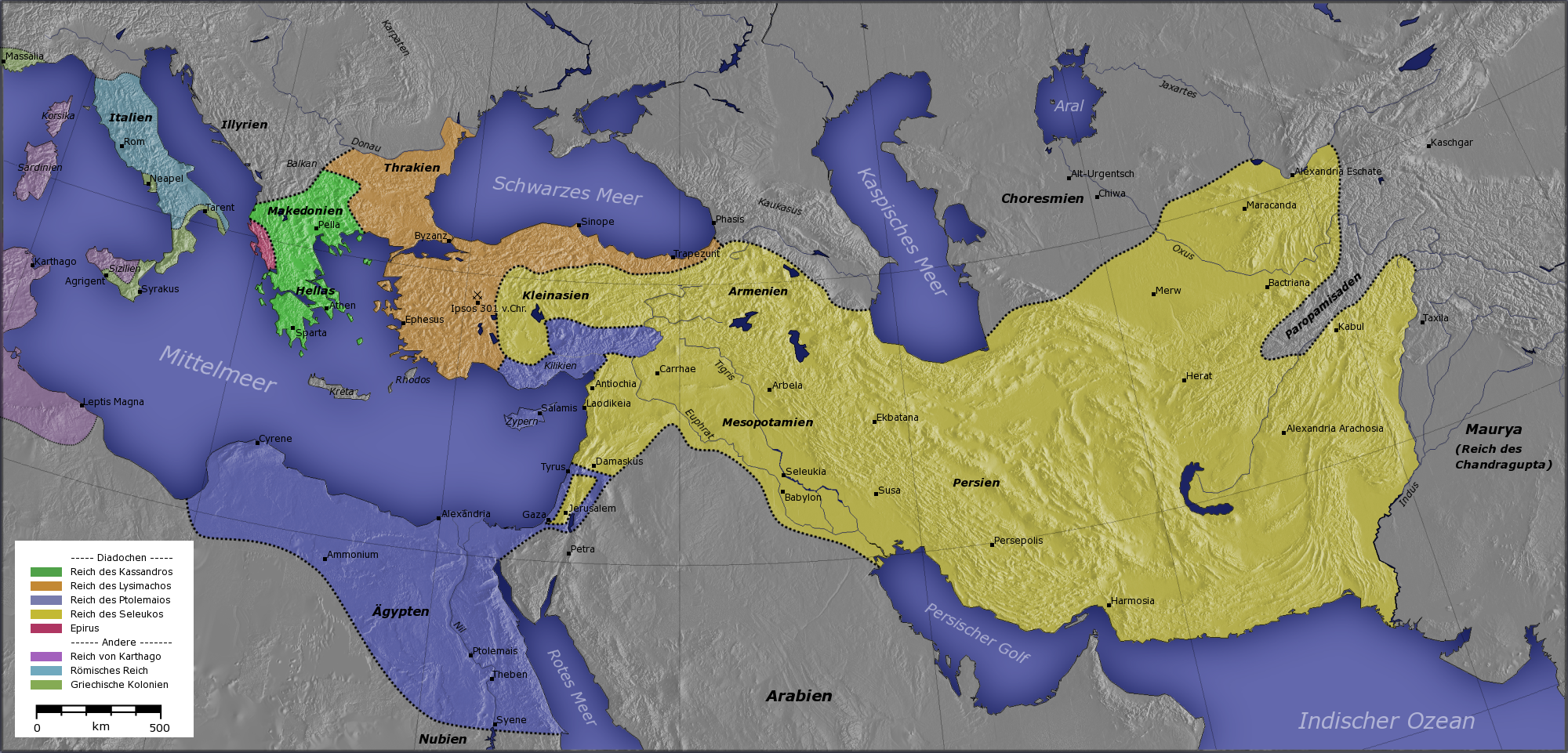
ヘレニズム時代における主要ディアドコイたちの領土:
プトレマイオス1世
カッサンドロス
リュシマコス
セレウコス1世
イピロス
その他の色は以下の通り:
ギリシャ植民市
カルタゴ
ローマ
オレンジ色の箇所は紀元前281年の時点では係争中であり、ペルガモン王国がこの地域の一部を占領した。インド・グリーク朝は表示していない。

ディアドコイ戦争後、エジプトとシリアはそれぞれ支配が安定したが、マケドアニアを含むギリシア本土はその後も争いが続き、最終的にリュシマコスがマケドニアの支配に成功したが、リュシマコスもセレウコスとの戦いで戦死した。リュシマコスの死去により、ギリシア北部の防壁がなくなり、ガリア人らの侵入が始まった。南下したガリア人らはマケドニア、トラキア、テッサリアを攻撃したのち、デルフォイ、小アジアまで進撃したが、これは撃退された。前227年トラキアでガリア人らを撃破したアンティゴノス・ゴナタス（2世、アンティゴノスの孫）がマケドニア王となり、ここにアンティゴノス朝が成立し、それまで様々な支配者のために混乱していたマケドニアは一旦落ち着きを見せた。
前3世紀後半に入るとイタリア半島を統一し、第一次ポエニ戦争に勝利したローマがバルカン半島へ進出し始めた。前229年に第一次イリュリア戦争に勝利したローマはバルカン半島へ初めて進出した。第二次イリュリア戦争に勝利したローマはイリュリアに圧力をかけ始めたが、マケドニアはイリュリアと友好関係にあったため、間接的ながらローマとの関係を持つようになった。イリュリアへの圧力を強めていたローマが第二次ポエニ戦争の勃発によってカルタゴの将軍ハンニバルの攻撃を受けてカンナエの戦いに敗北すると、マケドニア王フィリッポス5世はハンニバルと同盟を結んでローマに対抗しようとしたが、これに反応したローマはこれを攻撃、ここに第一次マケドニア戦争が勃発したが、この戦いはフォエニケの和約で終息した。
フィリッポス5世はシリアのアンティオコス3世と同盟するとローマの友好国ロドス、ペルガモンらはこれに脅威を覚え、ローマに支援を要請した。第二次ポエニ戦争に勝利したことで東地中海への進出を目論んでいたローマはこれを快諾、第二次マケドニア戦争が勃発した。前197年キュノスケファライの戦いでローマが大勝するとマケドニアはギリシア本土からの撤退を余儀なくされ、ギリシア本土はローマの影響下に置かれた。この時、ローマのフラミニヌスはギリシア人の自由を宣言、ギリシア人らを歓喜させた。「このギリシアの自由の宣言」によってローマはギリシアの保護者となってギリシア支配を強めて行った。
第二次マケドニア戦争で敗北したフィリッポス5世は国力の増強に努めたが、その次の王ペルセウスは先代とは違い積極的な勢力拡大を目論んだ。そのため前171年第三次マケドニア戦争が勃発、前168年ピュドナの戦いでマケドニアは敗北、ローマの保護下に置かれマケドニア王国はここに滅亡した。そして前149年ペルセウスの子を名乗るアンドリスコスが蜂起、第四次マケドニア戦争が勃発したが、ローマはこれを鎮圧、マケドニアはローマの属州となった。
一方、マケドニアに支配されたポリスはヘレニズム時代を通じて未だ健在であった。ただし、ポリスという単位はすでに限界に達しており、複数のポリスで相互に協力し合うようになったことがヘレニズム時代の特徴として挙げられる。前3世紀にはアイトリア連邦とアカイア連邦という連邦組織が形成され、すでに限界に達していたポリスを集団化させることでギリシアにおける政治勢力としてマケドニア、シリア、ローマなどに対抗、時には連携して行った。アイトリア連邦はギリシア北西部でガリア人の侵入に対抗するために形勢され、当初こそ親ローマであったが、第二次マケドニア戦争以後は反ローマの中心となって戦ったが、同盟を結んでいたシリアがシリア戦争で敗北するとローマの支配下となった。アカイア連邦はペロポネソス半島で形勢され、スパルタを吸収するなどペロポネソス半島で勢力を誇ったが、前146年ローマに敗北したことでアカイア連邦は崩壊、ギリシア世界の独立も同時に失われた。

## 古代ギリシア人とは
古代ギリシアにおいてギリシア人をどう定義するかという問題がある。旧石器時代以降、ギリシアに人類が定住していたことは間違いないが、古代ギリシア語となる言語を話していた民族は古代ギリシア語がインド・ヨーロッパ語族に属することから前2200年頃にギリシアの方へ移動したと考えられている。古代ギリシア語はすくなくともミケーネ時代には使用されており、この古代ギリシア語を使用したからこそ古代ギリシア文化が花開いた。さらに研究者の間ではギリシア人としての自己意識が関わるとする。古代ギリシアにおいてはギリシア人である要件に言語、出自、そして祭礼などが共通であるとヘロドトスの著した『歴史』には記載されている。

## 文化

### ギリシア文字
| 左、線文字A。右、線文字B |  | 左、線文字A。右、線文字B |
| 左、線文字A。右、線文字B |  |                          |

古代ギリシア語における文字はギリシアと西アジア、エジプトとの通商が行われるようになってから経済的な理由から発展したと考えられる。BC1700年以降のクレタ島の遺跡やエーゲ海の島嶼部では言語系統は不明で未だに解読されていない線文字Aが発見されており、さらにはそれを発展させた線文字BがBC1400年以降に使用された形跡が見つかっている。線文字Bはクレタ島、ギリシア本土の遺跡で発見されており、解読された結果、線文字Bはギリシア語を筆記したものであった、がこれは経済的管理を行うために使用されたもので宮殿の書記など一部の者しか理解することができなかった。
前8世紀にギリシア人たちがフェニキア人らと接触すると、それまでギリシア人としてのアイデンティティの拠り所であるホメロスの叙事詩などを口承で伝えられて来たものが、フェニキア人らからフェニキア文字を借用することでギリシア文字を作成、文字によって内容を定着させることが可能となった。そして、このアルファベットは言葉を書き留めることが可能となったことで瞬く間にエーゲ海に広がって行った。

### 文学

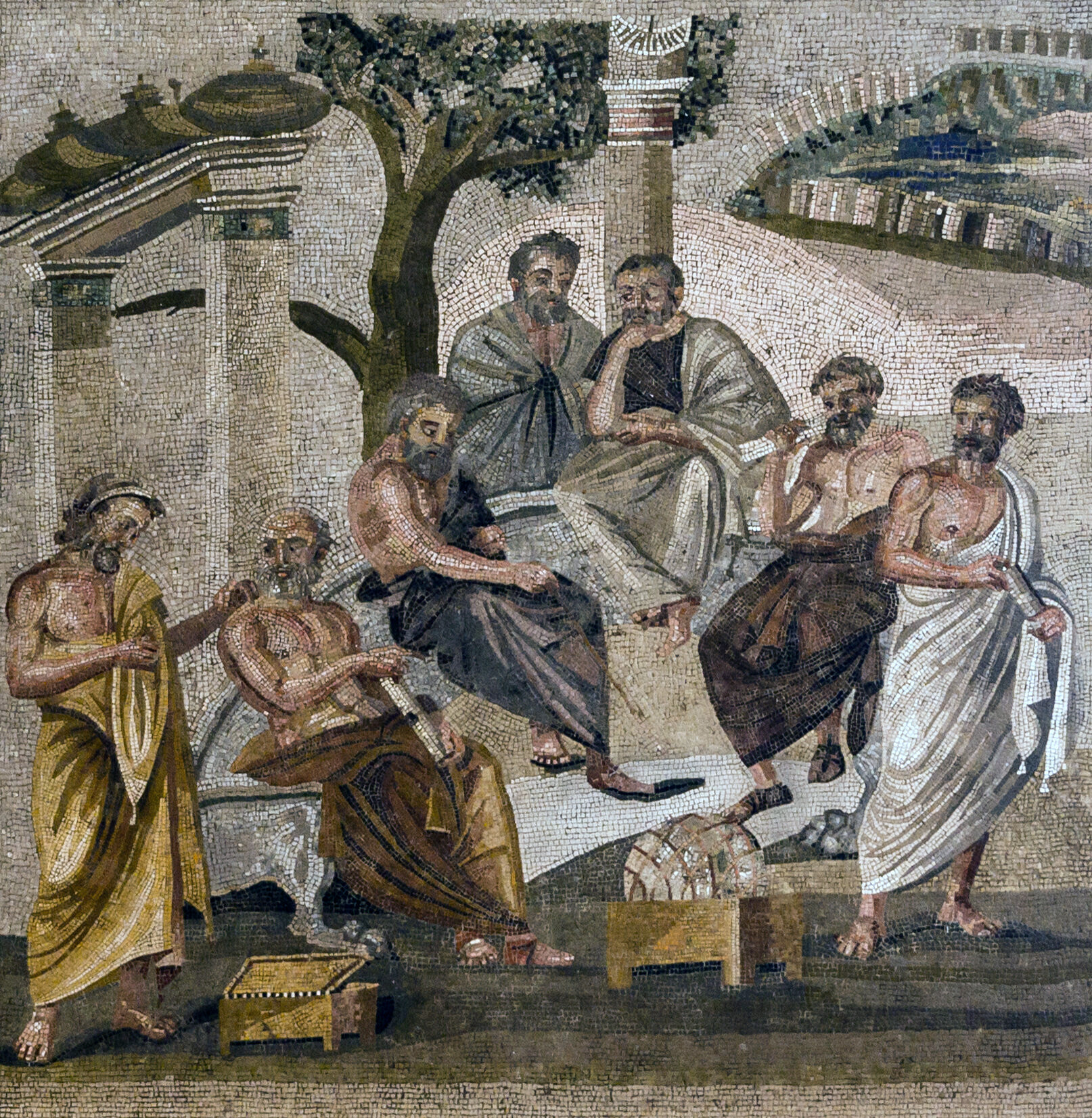
プラトン時代のアカデメイアを描いたモザイク画。

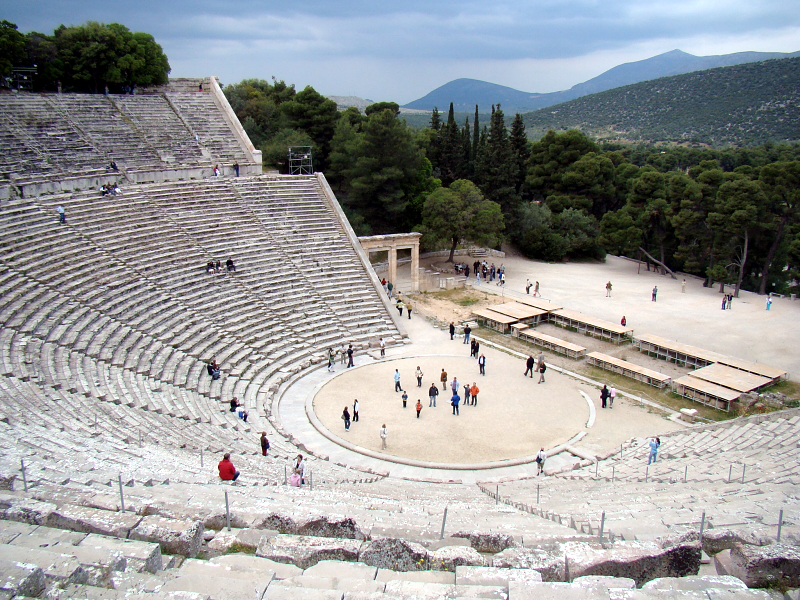
エピダウロスの劇場（紀元前4世紀）

古代ギリシアにおける文学の出発点はホメロスの叙事詩『イリアス』と『オデュッセイア』である。これはミケーネ時代に口承で伝えられたものがアルファベットの確立によって固定化された。この叙事詩はヨーロッパにおける最古の文学作品である。さらにはホメロスと並んで評されるヘシオドスは『仕事と日々』や『神統記』に、前古典期の精神の覚醒を著した。その他叙事詩では断片ではあるがアルキロコス、サッフォー、テオグニス、ピンダロスなどやピュタゴラスやクセノファネスなども生まれた。
古典期に入ると、アテナイで多くの文化が生まれた。アイスキュロス、ソフォクレス、エウリピデスなどの三大悲劇詩人や喜劇詩人としてアリストファネスが生まれた。そのほかにも歴史家トゥキュディデスやヘロドトスが生まれ、さらに哲学の分野ではソクラテス、弟子のプラトン、孫弟子のアリストテレスらも存在を示した。そのほかに弁論家リュシアスやデモステネスらが生まれ弁論（レトリック）も発達した。

### 宗教

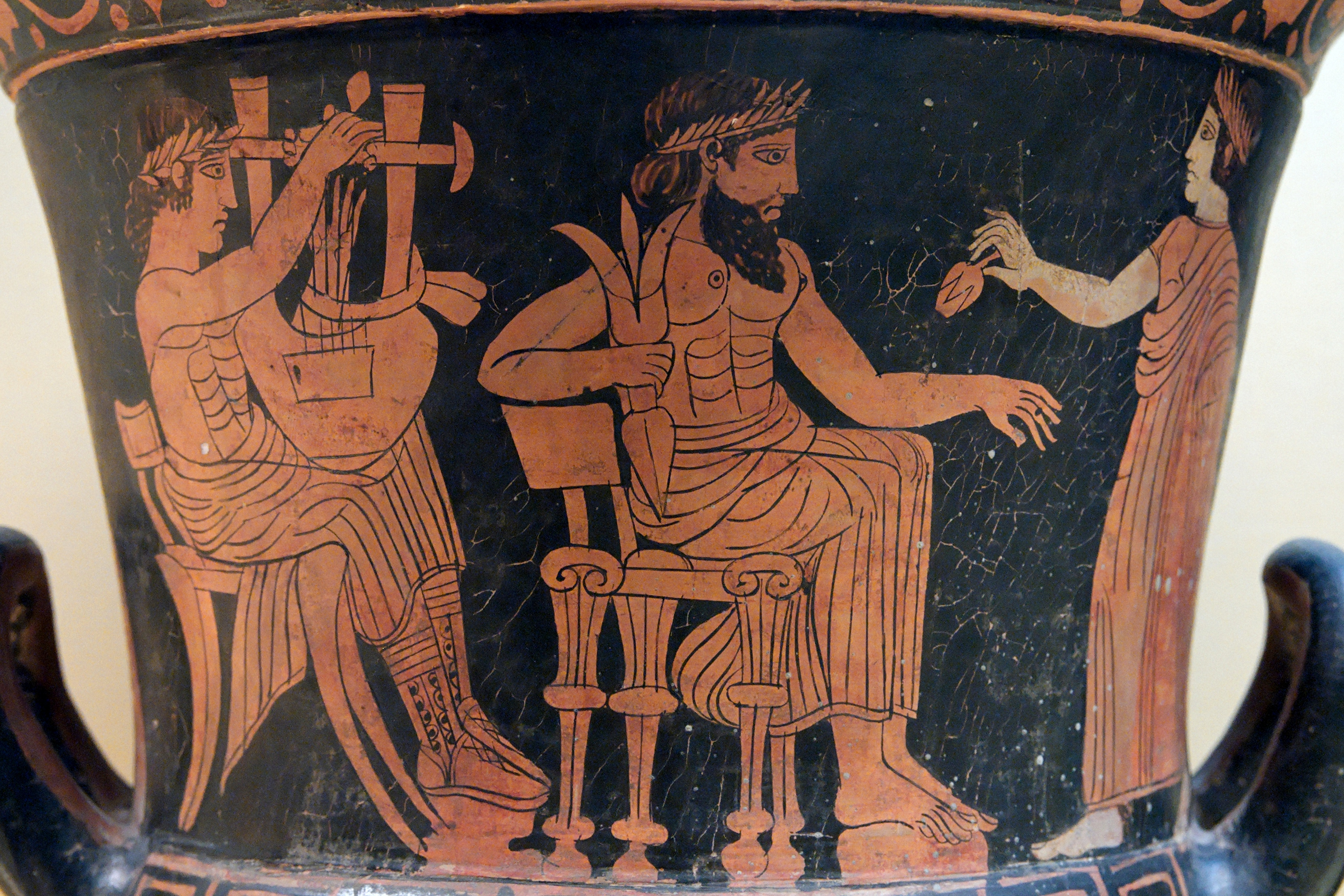
ギリシア神話の描かれた壺、左からアポロン、ゼウス、ヘラ

古代ギリシアでは宗教は大きな位置を占めており、アテナイでは一年の三分の一が宗教儀式に当てられており、生活の隅々にまでその影響は及んでいた。特にミケーネ時代後期にはすでに機能していたと考えられているデルフィの神託は紀元前8世紀には各ポリスが認める国際聖域となり、デルフィでの神託は未来を予知するためのものだと認識されていた。さらにはデルフィに各ポリスが人を派遣したことから各ポリスの交流の場所としても機能していた。
古代ギリシアにおいては個人のみならず、ポリス単位までが眼に見える形での神への祭儀を中心に活動しており、これを行うことで家族やポリスの住民らが集団的にかつ利害関係を明確にし、さまざまな集団が共に進んで行くということを明確にしていたと考えられる。
クセノフォンによれば宗教儀式が最も多かったのはアテネとしており、アリストファネスも神殿と神像の多さと一年中行われる宗教儀式に驚いている。

### オリンピア
全ギリシアの四大神域としてオリュンピア、デルフォイ、ネメア、イストミアがあり、これらの神域は全ギリシアからの崇拝を集めていた。デルフォイは神託で有名であったが、ペロポネソス半島西部にあるオリュンピアは前776年前後に第一回オリュンピア競技会が開かれたことで徐々にギリシア各地のポリスが参加、前7世紀には全ギリシア的（パンヘレニック）的な神域となった。この四年に一度開かれた競技会はエリス、ピサの両ポリスがその管理運営権を巡って争ったが、のちにエリスがそれを手中に収め、393年、ローマ帝国皇帝テオドシウス1世による廃止まで続いた。

### 建築

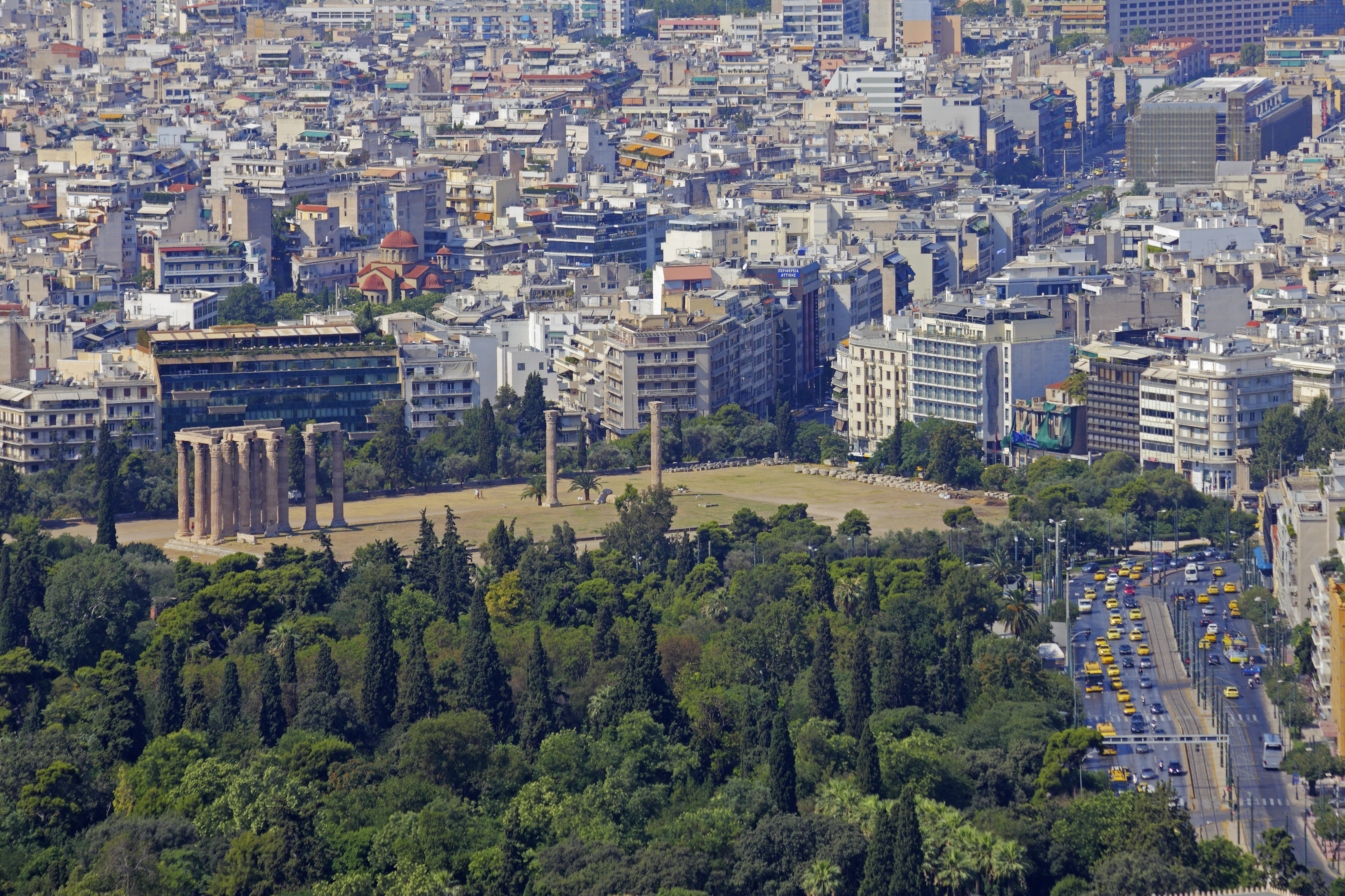
アテネのゼウス神殿

ギリシア建築はローマ時代を通じて間接的ではあるがヨーロッパの建築物に多大な影響をおよぼして来た。ミケーネ時代はキュクロプス式の城壁のように壮大なものが多く、また、クレタのミノア遺跡やサントリーニー島に現在も住居の遺跡が残されている。そしてミケーネのメガロンは古典時代の神殿に影響を与えている。また、古典期、ヘレニズム時代では昔から存在した都市は古代からの流れを汲み組織的に発達してきた。それに対して小アジアではは計画的に建設されており、この計画はグリディロンと呼ばれる。

## 民族主義、民族差別の影響
ミケーネ文明はハインリヒ・シュリーマンによって様々な遺物が発見されたが、当時は科学的優生学や社会ダーウィニズム、また人種主義、民族主義、民族差別などがヨーロッパにおいて根強く、それら心理的要因により改竄が行われた可能性もある。クノッソス宮殿はウィンザー城をモデルとして復元され、ミケーネで発見されたアガメムノンのマスクもカイゼル髭が付け加えられた。
これらの行為は当時、植民地であった西アジアよりもエーゲ海先史文明が高度であり、植民地の宗主国である国々にとってふさわしい文明である必要があったために行われたもので、西アジアで発見された高度な文明と専制君主らに対抗するものであった。
しかし、この専制君主のイメージは、古典古代の文明の基盤が水平的な市民社会であるとしていた古代ギリシア史研究家の間ではとうてい受け入れられるものではなかった。そのため、エーゲ海先史文明と古代ギリシア文明との間に存在していた「暗黒時代」が利用されていった。
この暗黒時代を利用することで、エーゲ海先史文明は「前1200年のカタストロフ」によって崩壊、白紙となった上で暗黒時代に古代ギリシア文明の基礎が新たに築かれたとしてこの矛盾は解消された。しかし、線文字Bが解読されたことで、その矛盾は再び闇から蘇ることになった。
エーゲ海先史文明が古典期ギリシアの直接祖先ではないという暗黙の了解があったため、線文字Bはギリシア語ではないと考える研究者が大半であったが、1952年、マイケル・ヴェントリスによって解読されると線文字Bはギリシア語を表す文字であったことが判明した。1956年、ヴェントリスとジョン・チャドウィックらが線文字Bのテキストを集成した出版物を刊行、1963年にはL・R・パーマーらが新たな粘土板の解釈を提示、1968年には大田秀通による研究が刊行されるとミケーネ文明の研究は躍進することになった。

## 色彩豊かな文明
現存する建造物や彫刻などは白一色であるが、かつては鮮やかな彩色が施されていた。劣化して色落ちした物もあるが、1930年頃の大英博物館のスポンサー初代デュヴィーン男爵ジョゼフ・デュヴィーン（美術収集家・画商）の指示で、大英博物館職員によって色を剥ぎ落とされたものも多い。近年になってこのことが公表され、調査によって一部の遺物から色素の痕跡が判明し、CGなどによって再現する試みも行われている。日本のテレビ番組「日立 世界・ふしぎ発見!」では、パルテノン神殿にプロジェクションマッピングで色彩を施した。